# Lista tomów serii Black Clover
Ten artykuł zawiera listę tomów serii Black Clover autorstwa Yūkiego Tabaty, ukazywanej w magazynie „Shūkan Shōnen Jump” wydawnictwa Shūeisha od 16 lutego 2015 do 21 sierpnia 2023. Następnie została przeniesiona do czasopisma „Jump Giga”, gdzie publikowana jest od 25 grudnia tego samego roku. Pierwszy tom tankōbon ukazał się 4 czerwca 2015, natomiast według stanu na 2 lutego 2024, do tej pory wydano 36 tomów.
W Polsce seria ukazuje się nakładem wydawnictwa Studio JG, pierwszy tom zaś został wydany 12 maja 2023.
Gagowy spin-off autorstwa Setty Kobayashiego, zatytułowany Asta-kun mahōtei e no michi (jap. アスタくん魔法帝への道), ukazywał się w magazynie „Saikyō Jump” wydawnictwa Shūeisha od 2 lutego 2018 do 1 kwietnia 2021. Seria ta została również opublikowana w 3 tankōbonach, wydawanych od 4 stycznia 2019 do 2 lipca 2021.
Od 7 października 2018 do 12 kwietnia 2020 w magazynie internetowym „Shōnen Jump+” ukazywał się spin-off oparty na grze wideo, zatytułowany Black Clover: Quartet Knights. Seria została następnie zebrana w 6 tankōbonach, wydanych między 4 stycznia 2019 a 2 października 2020.

## Główna seria
| Nr | Język japoński      | Język japoński         | Język polski      | Język polski           |
| Nr | Data wydania        | ISBN                   | Data wydania      | ISBN                   |
| --- | ------------------- | ---------------------- | ----------------- | ---------------------- |
| 1 | 4 czerwca 2015      | ISBN 978-4-08-880416-3 | 12 maja 2023      | ISBN 978-83-8257-121-9 |
| Lista rozdziałów - 001. Przysięga (jap. 少年の誓い Shōnen no chikai) - 002. Próba zakonów (jap. 魔法騎士団入団試験 Mahō kishi-dan nyūdan shiken michi) - 003. Krok do arcymaga (jap. 魔法帝への道 Mahōtei e no michi) - 004. Czarny byk (jap. 暴の牛 Kuro no bōgyū) - 005. Dwójka żółtodziobów (jap. もう一人の新入団者 Mōhitori no shin nyūdan-sha) - 006. Pierwsza misja (jap. ゴーゴー初任務 Gō gō hatsu ninmu) - 007. Bestia (jap. 獣 Kemono) |                     |                        |                   |                        |
| 2 | 4 sierpnia 2015     | ISBN 978-4-08-880452-1 | 31 lipca 2023     | ISBN 978-83-8257-218-6 |
| Lista rozdziałów - 008. Pomoc (jap. 護る者 Mamoru mono) - 009. Być rycerzem (jap. 少年の誓い 2 Shōnen no chikai 2) - 010. Miasto podzamkowe (jap. とある日の城下町での出来事 Toaru hi no jōkamachi de no dekigoto) - 011. Loch (jap. 魔宮 Danjon) - 012. Ponowne spotkanie (jap. 再会 Saikai) - 013. Magowie karo (jap. ダイヤモンドの魔道士 Daiyamondo no madōshi) - 014. Posiłki (jap. 仲間 Nakama) - 015. Razem (jap. 三人 Sannin) - 016. Na śmierć i życie (jap. 死闘 Shitō) |                     |                        |                   |                        |
| 3 | 3 października 2015 | ISBN 978-4-08-880489-7 | 13 listopada 2023 | ISBN 978-83-8257-268-1 |
| Lista rozdziałów - 017. Niszczyciel (jap. 破壊者 Hakaisha) - 018. Skarbiec (jap. 宝物殿その奥 Hōmotsuden sono oku) - 019. Wspomnienia (jap. 追憶の君 Tsuioku no kimi) - 020. Więź (jap. 刹那 Setsuna) - 021. Zatracenie i łaska (jap. 崩壊と救済 Hōkai to kyūsai) - 022. Zjazd (jap. 王都集結 Ōto shūketsu) - 023. Gwiazda zasług (jap. 戦功叙勲式 Senkō jokun-shiki) - 024. Chaos w stolicy (jap. 王都騒乱 Ōto sōran) - 025. Marsz żywej śmierci (jap. 屍の行軍 Shi no kōgun) |                     |                        |                   |                        |
| 4 | 4 grudnia 2015      | ISBN 978-4-08-880567-2 | 19 stycznia 2024  | ISBN 978-83-8257-331-2 |
| Lista rozdziałów - 026. Stolica w ogniu (jap. 魔法乱舞 Mahō ranbu) - 027. Okowy słabości (jap. 強くなれる Tsuyoku nareru) - 028. Zaćmienie (jap. ブラックアウト Burakkuauto) - 029. Błaganie (jap. 負けず嫌い Makezugirai) - 030. Jest nas dwóch (jap. 新たなるライバル Aratanaru raibaru) - 031. Karmazynowy lew (jap. 紅蓮の獅子王 Guren no shishiō) - 032. Ukryty w ciemności (jap. 闇の奥で待つ者 Yami no oku de matsu mono) - 033. Przeciwności losu (jap. 逆境 Gyakkyō) - 034. Osaczone zwierzę (jap. 手負いの獣 Teoi no kemono) |                     |                        |                   |                        |
| 5 | 4 marca 2016        | ISBN 978-4-08-880630-3 | 19 marca 2024     | ISBN 978-83-8257-387-9 |
| Lista rozdziałów - 035. Największy rycerz królestwa (jap. 最強の男 Saikyō no otoko) - 036. Światło (jap. 光 Hikari) - 037. Następny zjazd (jap. 次合う時は Tsugi au toki wa) - 038. Na oku i w sercu (jap. 心に決めた人 Kokoro ni kimeta hito) - 039. Mag lustra (jap. 鏡の魔道士 Kagami no madōshi) - 040. Po śniegu do celu (jap. 雪上の追跡 Setsujō no tsuigeki) - 041. Błysk (jap. 一閃 Issen) - 042. Przyszłość kraju (jap. 三つ葉の芽 Mitsuba no me) - 043. Wybuch szaleństwa (jap. 凶気暴乱 Kyōki bōran) - 044. Brat i siostra (jap. 兄妹 Kyōdai) |                     |                        |                   |                        |
| 6 | 2 maja 2016         | ISBN 978-4-08-880672-3 | 22 maja 2024      | ISBN 978-83-8257-435-7 |
| Lista rozdziałów - 045. Uratować kogoś jeszcze (jap. いつか誰かの為になる Itsuka dareka no tame ni naru) - 046. Ten, który przecina śmierć (jap. 死を斬る男 Shi o kiru otoko) - 047. Magia światła i ciemnośći (jap. 光魔法VS闇魔法 Hikari mahō bāsasu yami mahō) - 048. Qi (jap. 氣 Ki) - 049. Pięknym za nadobne (jap. 罪には罪を Tsumi ni wa tsumi o) - 050. Wyrok (jap. 裁きの光 Sabaki no hikari) - 051. Trzecie oko (jap. 三つの眼 Mitsu no me) - 052. Ten, który nie ma mocy (jap. 魔力無き者 Maryoku naki mono) - 053. Czyjaś własność (jap. オマエのモノじゃない Omae no mono janai) |                     |                        |                   |                        |
| 7 | 4 sierpnia 2016     | ISBN 978-4-08-880751-5 | 19 lipca 2024     | ISBN 978-83-8257-482-1 |
| Lista rozdziałów - 054. Zjazd kapitanów (jap. 魔法騎士団団長会議 Mahō kishi-dan danchō kaigi) - 055. Kapitan i chłopak ze wsi (jap. 団長と下民の少年 Danchō to kamin no shōnen) - 056. Salut trzech liści (jap. 三つ葉の敬礼 Mitsuba no keirei) - 057. Opowieść o czarnym wybrzeżu (jap. 黒の海岸物語 Kuro no kaigan monogatari) - 058. Opowieść o córce wody (jap. 水の娘成長物語 Mizu no ko seichō monogatari) - 059. Podwodne sanktuarium (jap. 海底神殿 Kaitei shinden) - 060. Gierki hierarchy (jap. 大司祭の戯れ Dai shisai no tawamure) - 061. Krwawa łaźnia pod wodą (jap. 神殿バトルロワイヤル Shinden batoru rowaiyaru) - 062. Rządy silnych (jap. 強者君臨 Kyōsha kunrin)                                                                |                     |                        |                   |                        |
| 8 | 4 października 2016 | ISBN 978-4-08-880792-8 | 26 września 2024  | ISBN 978-83-8257-536-1 |
| Lista rozdziałów - 063. Gra o życie (jap. 命を懸けたゲーム Inochi o kaketa gēmu) - 064. Palący cios i piorunujące uderzenie (jap. 愚直な火球と奔放な稲光 Guchokuna kakyū to honpōna inazuma) - 065. Ten, który nie wie, kiedy się poddać (jap. 諦めの悪い男 Akirame no warui otoko) - 066. Prawdziwa postać (jap. 本当の姿 Hontō no sugata) - 067. Więzi (jap. 絆 Kizuna) - 068. Przebudzenie (jap. 覚醒 Kakusei) - 069. Jedyna broń (jap. 唯一の武器 Yuiitsu no buki) - 070. Rozpacz kontra nadzieja (jap. 絶望VS希望 Zetsubō bāsasu Kibō) - 071. Ścieżka przeznaczenia (jap. 運命を切り拓く Unmei o kiri hiraku) |                     |                        |                   |                        |
| 9 | 2 grudnia 2016      | ISBN 978-4-08-880823-9 | 29 listopada 2024 | ISBN 978-83-8257-591-0 |
| Lista rozdziałów - 072. Ponad możliwości (jap. 限界の先 Genkai no saki) - 073. Koniec walki, koniec rozpaczy (jap. 戦いの果て、絶望の終わり Tatakai no hate, zetsubō no owari) - 074. Dowód słuszności (jap. 正しさの証明 Tadashi-sa no shōmei) - 075. Bitwa pod Kiten (jap. キテン戦役 Kiten sen'eki) - 076. Najpotężniejszy zakon (jap. 最強の団 Saikyō no dan) - 077. Wygrywa silniejszy (jap. 強い方が勝つ Tsuyoi hōga katsu) - 078. Deklaracja słabego (jap. 弱者の宣言 Jakusha no sengen) - 079. Pod maską (jap. 仮面の奥 Kamen no oku) - 080. Nigdy więcej (jap. もう二度と Mōnidoto) |                     |                        |                   |                        |
| 10 | 3 marca 2017        | ISBN 978-4-08-881023-2 | 14 lutego 2025    | ISBN 978-83-8257-644-3 |
| Lista rozdziałów - 081. Spłata długu (jap. そんなアイツが Son'na aitsu ga) - 082. Wiedźmowy las (jap. 魔女の森 Majo no mori) - 083. Infiltracja (jap. 潜入 Sen'nyū) - 084. Decyzja na polu bitwy (jap. 戦場の決断 Senjō no ketsudan) - 085. Szarża byka (jap. 暴れ牛奮迅 Abare ushi funjin) - 086. Ogień nienawiści (jap. 憎悪の炎 Zōo no honō) - 087. Nie jestem niedołęgą (jap. 出来損ないじゃない Dekisokonai janai) - 088. Cięcie śmierci (jap. 必殺の一突き Hissatsu no hitotsuki) - 089. Odkupienie grzechów wyrzutka (jap. 離反者の贖罪 Rihan-sha no shokuzai) - 090. Uczeń (jap. 教え子 Oshiego) |                     |                        |                   |                        |
| 11 | 2 maja 2017         | ISBN 978-4-08-881073-7 | —                 |                        |
| Lista rozdziałów - 091. Szaleńcza ekscytacja (jap. 狂熱爆発 Kyōnetsu bakuhatsu) - 092. Nikt nie zginie (jap. 死なせない Shinasenai) - 093. Zwiedzić świat (jap. 約束の世界 Yakusoku no sekai) - 094. Przemiana (jap. 一変 Ippen) - 095. Murem (jap. 高め合う存在 Takame au sonzai) - 096. Przeistoczenie (jap. 変貌 Henbō) - 097. Własna siła (jap. 何でも無い Nandemonai) - 098. Stanąć na nogi (jap. アイツはアイツ Aitsu wa aitsu) - 099. Rodzina (jap. 家族 Kazoku) - 100. Czerwona nić przeznaczenia (jap. 運命の赤い糸 Unmei no akai ito) |                     |                        |                   |                        |
| 12 | 4 sierpnia 2017     | ISBN 978-4-08-881192-5 | —                 |                        |
| Lista rozdziałów - 101. Powrót do domu (jap. ただいま Tadaima) - 102. Dzień wolny Asty (jap. アスタの休日 Asuta no kyūjitsu) - 103. Podwójna randka na festynie (jap. 楽しいお祭りWデート Tanoshī o matsuri daburu dēto) - 104. Melancholia różanej damy (jap. 荊乙女の憂鬱 Ibara otome no yūutsu) - 105. Dwie nowe gwiazdy (jap. 二つの新星 Futatsu no shinsei) - 106. Jak daleko zaszliśmy (jap. ここまで来た Koko made kita) - 107. Władca królestwa Trefl (jap. クローバー王国国王 Kurōbā ōkoku kokuō) - 108. Wielka lwica bez korony (jap. 無冠無敗の女獅子 Mukan muhai no onna shishi) - 109. Szlak na wulkan Yultim (jap. ユルティム火山 登山道 Yurutimu kazan tozandō) - 110. Ognie świętego Elma (jap. セントエルモの火 Sento Erumo no hi) |                     |                        |                   |                        |
| 13 | 4 października 2017 | ISBN 978-4-08-881210-6 | —                 |                        |
| Lista rozdziałów - 111. Iza nyūyoku (jap. いざ入浴) - 112. Roiyaru Naitsu senbatsu shaken (jap. 王撰騎士団選抜試験) - 113. Kurisutaru hakai batoru tōnamento (jap. 魔晶石破壊バトルトーナメント) - 114. Chikai no hana (jap. 誓いの花) - 115. Shō monē (jap. しょーもねー) - 116. Sango no kujaku fuku-danchō (jap. 珊瑚の孔雀副団長) - 117. Futari no kūkan mahōtsukai (jap. 二人の空間魔法使い) - 118. Madōshi ekkusu (jap. 魔道士X) - 119. Motto (jap. もっと ) - 120. In’nen (jap. 因縁) |                     |                        |                   |                        |
| 14 | 4 grudnia 2017      | ISBN 978-4-08-881287-8 | —                 |                        |
| Lista rozdziałów - 121. Buchinomesu (jap. ブチのめす) - 122. Ore no yarikata (jap. オレのやり方) - 123. Gemin no wana (jap. 下民の罠) - 124. Yankī senpai bāsasu kin’niku chibi (jap. ヤンキー先輩VS筋肉チビ) - 125. Utsukushikatta (jap. 美しかった) - 126. Yūtōsei no otōto bāsasu fudeki no ani (jap. 優等生の弟VS不出来の兄) - 127. Kin to kuro no hibana (jap. 金と黒の火花) - 128. Saigomade kachi tsuzuketa mono ga (jap. 最後まで勝ち続けた者が) - 129. Aru hitori no otoko no ikikata (jap. ある一人の男の生き方) - 130. Ima yakitsukeru (jap. 今焼き付ける) |                     |                        |                   |                        |
| 15 | 2 marca 2018        | ISBN 978-4-08-881358-5 | —                 |                        |
| Lista rozdziałów - 131. Sakini (jap. 先に) - 132. Shōsha (jap. 勝者) - 133. Roiyaru naitsu kessei (jap. 王撰騎士団ロイヤルナイツ結成) - 134. Yume (jap. 夢) - 135. Byakuya no magan ajito totsunyū (jap. 白夜の魔眼アジト 突入!!!) - 136. Dotō no shingun (jap. 怒涛の進軍) - 137. Mereoreona bāsasu fujitsu no Raia (jap. メレオレオナVS不実のライア) - 138. Shūgeki (jap. 襲撃) - 139. Kuro no bōgyū ajito (jap. 黒の暴牛アジト) - 140. Kimitachi wa shiranaidaroukedo (jap. 君達は知らないだろうけど) |                     |                        |                   |                        |
| 16 | 2 maja 2018         | ISBN 978-4-08-881513-8 | —                 |                        |
| Lista rozdziałów - 141. Muchakucha na mahōsen (jap. ムチャクチャな魔法戦) - 142. Tasogare (jap. 黄昏) - 143. Mahōtei bāsasu byakuya no magan tōshu (jap. 魔法帝VS白夜の魔眼頭首) - 144. Kono otoko wa (jap. この男は) - 145. Yuriusu novakurono (jap. ユリウス・ノヴァクロノ) - 146. Atarashii mirai (jap. 新しい未来) - 147. Owari to hajimari (jap. 終わりと始まり) - 148. Koremade (jap. これまで) - 149. Tensei (jap. 転生) - 150. Gakai (jap. 瓦解) |                     |                        |                   |                        |
| 17 | 3 sierpnia 2018     | ISBN 978-4-08-881567-1 | —                 |                        |
| Lista rozdziałów - 151. Attō-teki ressei (jap. 圧倒的劣勢) - 152. Mendō na on’na (jap. メンドーな女) - 153. Inochigake no ikiru michi (jap. 命懸けの生きる道) - 154. Konjiki no kaze (jap. 金色の風) - 155. Omaeni wa makenai (jap. オマエには負けない) - 156. Honrai no sugata honrai no chikara (jap. 本来の姿 本来の力) - 157. Metsubō ka kyūkoku ka (jap. 滅亡か救国か) - 158. Saihate no mura no inochi (jap. 最果ての村の命) - 159. Inga kaihō (jap. 因果解放) - 160. Shiranēdaro (jap. 知らねーだろ) |                     |                        |                   |                        |
| 18 | 2 listopada 2018    | ISBN 978-4-08-881686-9 | —                 |                        |
| Lista rozdziałów - 161. Ningen no kizuna (jap. 人間の絆) - 162. Ikari no ikazuchi bāsasu nakama (jap. 怒りの雷VS仲間) - 163. Egao namida (jap. 笑顔 涙) - 164. Narazumonodomo funki!! (jap. ならず者共 奮起!!) - 165. Kuro no Bōgyū bakushin!!! (jap. 黒の暴牛 爆進!!!) - 166. Yomigaeri fukushū-sha (jap. 蘇り復讐者) - 167. Fukushū no michi tsugunai no michi (jap. 復讐の道 償いの道) - 168. Bāsasu onaji otoko ni chūgi o chikatta-sha-tachi (jap. VS同じ男に忠義を誓った者達) - 169. Kuro no bōgyū danchō bāsasu shinku no Nobara (jap. 黒の暴牛団長VS真紅の野薔薇) - 170. Tenraku-sha ugokidasu (jap. 転落者 動き出す) - 171. Nemureru shishi (jap. 眠れる獅子) - 172. Shinsei (jap. 新生)                                                   |                     |                        |                   |                        |
| 19 | 4 stycznia 2019     | ISBN 978-4-08-881693-7 | —                 |                        |
| Lista rozdziałów - 173. Kessen Kurōbā-jō (jap. 決戦 クローバー城) - 174. Hirai (jap. 飛来) - 175. Shiruva-ke no tatatkai (jap. シルヴァ家の戦い) - 176. Kyōdai (jap. きょうだい) - 177. Senjō no maihime (jap. 戦場の舞姫) - 178. Ningen no mahō (jap. 人間の魔法) - 179. Ō no ma no tatakai (jap. 王の間の戦い) - 180. Togisumasu yaiba (jap. 研ぎ澄ます刃) - 181. Kūkan madōshi no kyōdai (jap. 空間魔道士の兄弟) - 182. Sefira no to (jap. セフィラの徒) - 183. Abare ushi chōjō kessen sansen!! (jap. 暴れ牛 頂上決戦参戦!!) |                     |                        |                   |                        |
| 20 | 4 kwietnia 2019     | ISBN 978-4-08-881757-6 | —                 |                        |
| Lista rozdziałów - 184. Musō no sekai (jap. 夢想の世界) - 185. Mugen no kaikō (jap. 夢幻の邂逅) - 186. Kagami no naka no hitomi (jap. 鏡の中の瞳) - 187. Tenchi no hazama no kōbō (jap. 天地の間の攻防) - 188. Koremade ikite kita imi (jap. これまで生きてきた意味) - 189. Shinjirareru ningen (jap. 信じられる人間) - 190. Ike!!!! (jap. 行く!!!!) - 191. Totsunyū kage no ōkyū (jap. 突入 影の王宮) - 192. Futatsu no guren no kobushi (jap. 二つの紅蓮の拳) - 193. Saigo no nyūjō-sha (jap. 最後の入場者) - 194. Gōhara (jap. 業腹) |                     |                        |                   |                        |
| 21 | 4 lipca 2019        | ISBN 978-4-08-881840-5 | —                 |                        |
| Lista rozdziałów - 195. Ippen (jap. 一変) - 196. Kuromaku (jap. 黒幕) - 197. Mayakashi no kibō (jap. まやかしの希望) - 198. Itsutsuba no gurimowāru (jap. 五つ葉の魔道書グリモワール) - 199. Saikyō no tenteki (jap. 最強の天敵) - 200. Hikari no sekai (jap. 光の世界) - 201. Kage no ōkyū saijōkai (jap. 影の王宮 最上階) - 202. Betsu no sekai (jap. 別の世界) - 203. Ima fū o kiru toki (jap. 今封を切る時) - 204. Shi e no yokkyū (jap. 死への欲求) - 205. 500-nen mae no shinjitsu (jap. 500年前の真実) |                     |                        |                   |                        |
| 22 | 4 października 2019 | ISBN 978-4-08-882049-1 | —                 |                        |
| Lista rozdziałów - 206. Jikū o koeta saikai (jap. 時空を超えた再会) - 207. Kyūkyoku mahō (jap. 究極のマジック) - 208. Tsurugi (jap. 剣) - 209. Onegai (jap. ねがい) - 210. Setogiwa (jap. 瀬戸際) - 211. Owari no ichigeki (jap. 最後の一撃) - 212. In'nen no saigo (jap. 運命の終わりに) - 213. Tamashī no taiboku (jap. 魂の大木) - 214. Yoake (jap. 日の出) - 215. 3-tsu no komattakoto (jap. 3つの困ったこと) - 216. Baransu no chikara (jap. バランスの力) - 217. Seigi no tenbin (jap. 正義の天秤) |                     |                        |                   |                        |
| 23 | 4 stycznia 2020     | ISBN 978-4-08-882049-1 | —                 |                        |
| Lista rozdziałów - 218. Saitei saiaku (jap. 最低最悪) - 219. Makuroke kke (jap. 真っ黒けっけ) - 220. Mimai (jap. 見舞い) - 221. Aobara no kokuhaku (jap. 碧薔薇の告白) - 222. Kokodake no hanashi (jap. ここだけの話) - 223. Agurippa-ke (jap. アグリッパ家) - 224. Omae wa norowareteiru (jap. オマエは呪われている) - 225. Hāto ōkoku (jap. ハート王国) - 226. Seirei no kami no mahō (jap. 精霊守の魔法) - 227. Zenchi no miko (jap. 全治の巫女) - 228. Meiiki no madōshi (jap. 冥域の魔道士) |                     |                        |                   |                        |
| 24 | 3 kwietnia 2020     | ISBN 978-4-08-882254-9 | —                 |                        |
| Lista rozdziałów - 229. Kibō to zetsubō no makuake (jap. 希望と絶望の幕開け) - 230. Tataki tsubushite yaru (jap. 叩き潰してやる) - 231. Dāku Toraiado (jap. 漆黒の三極性) - 232. Shizukana mizūmi to mori no kage (jap. 静かな湖と森の影) - 233. Ugokidasu unmei (jap. 動き出す運命) - 234. Supēdo ōkoku no shisha (jap. スペード王国の使者) - 235. Dāku disaipuru (jap. 漆黒の使徒ダークディサイプル) - 236. Onaji na wake nē daro (jap. 同じなワケねーだろ) - 237. Tata katakuna ni (jap. たた頑なに) - 238. Zenon no chikara (jap. 「ゼノンの力) - 239. Yugudorashiru no mebuki (jap. ユグドラシルの芽吹き) |                     |                        |                   |                        |
| 25 | 3 lipca 2020        | ISBN 978-4-08-882346-1 | —                 |                        |
| Lista rozdziałów - 240. Taisen boppatsu (jap. 大戦勃発) - 241. Chō kūchū-sen (jap. 超空中戦) - 242. Ningen to aku (jap. 人間と悪) - 243. Akumatsuki bāsasu akumatsuki (jap. 悪魔憑きVS悪魔憑き) - 244. Shinderera gurei (jap. シンデレラグレイ) - 245. Dante bāsasu kuro no bōgyū danchō (jap. ダンテVS黒の暴牛団長) - 246. Kurifoto no ki (jap. クリフォトの樹) - 247. Senjō hāto ōkoku (jap. 戦場 ハート王国) - 248. Rakku bāsasu Suvenkin (jap. ラックVSスヴェンキン) - 249. Reoporudo bāsasu Shīvuwaru (jap. レオポルドVSシーヴワル) - 250. Chāmī bāsasu Hārubēto (jap. チャーミーVSハールベート) |                     |                        |                   |                        |
| 26 | 2 października 2020 | ISBN 978-4-08-882422-2 | —                 |                        |
| Lista rozdziałów - 251. Noroi no akuma (jap. 呪いの悪魔) - 252. Mizu no seisen (jap. 水の聖戦) - 253. Chishio (jap. 血潮) - 254. Chikara no sa (jap. 力の差) - 255. Bōhatsusuru inochi (jap. 暴発する命) - 256. Danchō no tsutome (jap. 団長の勤め) - 257. Funki (jap. 奮起) - 258. Kuro no chikai (jap. 黒の誓い) - 259. Abare ushi no yunizon (jap. 暴れ牛のユニゾン) - 260. Dākuauto (jap. ダークアウト) - 261. Yoru no kage (jap. 夜の影) |                     |                        |                   |                        |
| 27 | 4 stycznia 2021     | ISBN 978-4-08-882529-8 | —                 |                        |
| Lista rozdziałów - 262. Haran kaigi (jap. 波乱会議) - 263. Kage no jōhō (jap. 影の情報) - 264. Saikyō no taidō (jap. 最強の胎動) - 265. Eryushia (jap. エリュシア) - 266. Kurai sono no izanai (jap. 暗い園の誘い) - 267. Jūma no gi (jap. 従魔の儀) - 268. Akuma (jap. 悪魔) - 269. Mahō ga tsukaenai yatsu (jap. 魔法が使えないヤツ) - 270. Futari (jap. 二人) - 271. Doka (jap. 同化) - 272. Angoku no kariba (jap. 暗獄の狩り場) |                     |                        |                   |                        |
| 28 | 2 kwietnia 2021     | ISBN 978-4-08-882594-6 | —                 |                        |
| Lista rozdziałów - 273. Unmei no hi (jap. 運命の日) - 274. Kaisen (jap. 開戦) - 275. Gōka no keshin (jap. 業火の化身) - 276. Boreasu (jap. ボレアス) - 277. Ibara no Joō (jap. 荊の女王) - 278. Tōrō no Ono (jap. 蟷螂の斧) - 279. Jigoku e no tobira (jap. 地獄への扉) - 280. Oshiyoseru yakusai (jap. 押し寄せる厄災) - 281. Ōkoku e no kyōshū (jap. 王国への強襲) - 282. Kuroki shugosha (jap. 黒き守護者) |                     |                        |                   |                        |
| 29 | 2 lipca 2021        | ISBN 978-4-08-882712-4 | —                 |                        |
| Lista rozdziałów - 283. Dai konsen (jap. 大混戦) - 284. Kyūkyoku mahō (jap. 究極魔法) - 285. Jigoku no onigokko (jap. 地獄の鬼ごっこ) - 286. Asa ga konai yoru (jap. 朝が来ない夜) - 287. Shokuzai no hi (jap. 贖罪の日) - 288. Arawa (jap. 顕) - 289. Kogoeru taiyō (jap. 凍える太陽) - 290. Saijō bāsasu saitei (jap. 最上VS最低) - 291. Haruka kakushita no kettō (jap. 遥か格下の決闘) - 292. Shiru toiu koto (jap. 識るということ) |                     |                        |                   |                        |
| 30 | 4 października 2021 | ISBN 978-4-08-882795-7 | —                 |                        |
| Lista rozdziałów - 293. Rifujin o bun’naguru (jap. 理不尽をぶん殴る) - 294. Yakusoku-dōri (jap. 約束通り) - 295. Ribenji matchi (jap. リベンジマッチ) - 296. Seinaru ikusa otome (jap. 聖なる戦乙女) - 297. Kōrin (jap. 降臨) - 298. Mujo (jap. 無常) - 299. Shūen no oto (jap. 終焉の音) - 300. Futei no saki (jap. 不諦の先) - 301. Sono kanjō o (jap. その感情を) - 302. Kibō no shūsoku (jap. 希望の集束) - 303. Fukuin (jap. 福音) |                     |                        |                   |                        |
| 31 | 4 stycznia 2022     | ISBN 978-4-08-882878-7 | —                 |                        |
| Lista rozdziałów - 304. Genjitsu to mahō (jap. 現実と魔法) - 305. Konjiki no yoake fuku-danchō (jap. 金色の夜明け副団長) - 306. Kyōkai (jap. 境界) - 307. Akuma no shinzo (jap. 悪魔の心臓) - 308. Yuno Gurinberiōru (jap. ユノ・グリンベリオール) - 309. Mabataki (jap. 瞬き) - 310. Seija no kōshin (jap. 正邪の恒心) - 311. Ikite kaeru (jap. 生きて帰る) - 312. Jigoku no tobira no sono mae de (jap. 地獄の扉のその前で) - 313. Kuro no bōgyū danchō (jap. 黒の暴牛団長) - 314. Shūgōtai (jap. 集合体) |                     |                        |                   |                        |
| 32 | 4 kwietnia 2022     | ISBN 978-4-08-883071-1 | —                 |                        |
| Lista rozdziałów - 315. Chōkyodai kessen (jap. 超巨大決戦) - 316. Eraba renakatta mono no hitotachi (jap. 選ばれなかった者の一太刀) - 317. Kaihen (jap. 改変) - 318. Maō no gozen (jap. 魔王の御前) - 319. Tai mahō kishi bāsasu maō (jap. 大魔法騎士VS魔王) - 320. Genkyō (jap. 元凶) - 321. Iiwake (jap. 言い訳) - 322. Kuro no Bōgyū fuku-danchō (jap. 黒の暴牛副団長) - 323. Aibō (jap. 相棒) - 324. Gaki no asobiba (jap. ガキの遊び場) - 325. Hoshi yamiyo (jap. 星闇夜) |                     |                        |                   |                        |
| 33 | 4 listopada 2022    | ISBN 978-4-08-883195-4 | —                 |                        |
| Lista rozdziałów - 326. Kyōdai (jap. 兄弟) - 327. Anchi mahō (jap. 反アンチ魔法) - 328. Zutto (jap. ずっと) - 329. Akuma no ō to maryokunaki shōnen (jap. 悪魔の王と魔力無き少年) - 330. An’ei ni tsugeru (jap. 闇影に告げる) - 331. (jap. And the Time starts to move) - 332. Saishū sengen (jap. 最終宣言) - 333. Sekai no kyūseishu to kekkan (jap. 世界の救世主と欠陥) - 334. Moroi tamashī (jap. 脆い魂) - 335. Danzetsu (jap. 断絶) - 336. Saigo no teki (jap. 最後の敵) |                     |                        |                   |                        |
| 34 | 3 marca 2023        | ISBN 978-4-08-883410-8 | —                 |                        |
| Lista rozdziałów - 337. Yukue (jap. 行方) - 338. Iza-koza ikoku dōchū (jap. 委細巨細異国道中) - 339. Zetten (jap. 絶天) - 340. Suki (jap. 隙) - 341. Oboro (jap. 朧) - 342. Yoru o miru (jap. 夜を見る) - 343. Kuro to kuro no shōtotsu (jap. 黒と黒の衝突) - 344. Ugomeku sei myaku (jap. 蠢く聖脈) - 345. Fukaku (jap. 不覚) - 346. Goten (jap. 五天) - 347. Mayakashi no naka no shinsō (jap. まやかしの中の真相) |                     |                        |                   |                        |
| 35 | 2 czerwca 2023      | ISBN 978-4-08-883195-4 | —                 |                        |
| Lista rozdziałów - 348. Kakugo (jap. 覚悟) - 349. Asuta bāsasu shisutā Rirī (jap. アスタVSシスターリリー) - 350. Seijo no zange (jap. 聖女の懺悔) - 351. Hino kuni shōgun to (jap. 日ノ国将軍と) - 352. Appare (jap. 天晴れ) - 353. Enmo takenawa (jap. 宴も酣) - 354. Shinpan no hi (jap. 審判の日) - 355. Hoshi no ōji (jap. 星の王子) - 356. Nebārando (jap. ネバーランド) - 357. Saigo no retsudan (jap. 最後の裂断) - 358. Ensō (jap. 炎葬) |                     |                        |                   |                        |
| 36 | 2 lutego 2024       | ISBN 978-4-08-883665-2 | —                 |                        |
| Lista rozdziałów - 359. Senjō no maihime futatabi (jap. 戦場の舞姫再び) - 360. Mienai sekai (jap. 見えない世界) - 361. Shūmatsu no gunzei (jap. 終末の軍勢) - 362. Denpa (jap. 伝播) - 363. Tōsenbo (jap. とおせんぼ) - 364. Kesshi (jap. 決死) - 365. 500-nen no kodoku (jap. 500年の孤独) - 366. Shin'uchi (jap. 真打) - 367. Kuroi kizuna (jap. 黒い絆) - 368. Kokkarada (jap. こっからだ) - 369. Kyōtō sensen (jap. 共闘戦線) |                     |                        |                   |                        |

## Asta-kun mahōtei e no michi
| Nr | Data wydania (język japoński) | ISBN (język japoński)  |
| -- | ----------------------------- | ---------------------- |
| 1  | 4 stycznia 2019               | ISBN 978-4-08-881705-7 |
| 2  | 2 lipca 2021                  | ISBN 978-4-08-882725-4 |
| 3  | 2 lipca 2021                  | ISBN 978-4-08-882726-1 |

## Black Clover: Quartet Knight
| Nr | Data wydania (język japoński) | ISBN (język japoński)  |
| -- | ----------------------------- | ---------------------- |
| 1  | 4 stycznia 2019               | ISBN 978-4-08-881709-5 |
| 2  | 4 lipca 2019                  | ISBN 978-4-08-881868-9 |
| 3  | 4 października 2019           | ISBN 978-4-08-882135-1 |
| 4  | 3 kwietnia 2020               | ISBN 978-4-08-882275-4 |
| 5  | 3 lipca 2020                  | ISBN 978-4-08-882370-6 |
| 6  | 2 października 2020           | ISBN 978-4-08-882488-8 |